# Адолф фон Бентхайм-Текленбург-Реда
Адолф Лудвиг Албрехт Фридрих фон Бентхайм-Текленбург-Реда (на немски: Adolf Ludwig Albrecht Friedrich Prinz zu Bentheim-Tecklenburg-Rheda; * 7 май 1804, Реда; † 3 септември 1874, Рудолщат) е принц от Бентхайм-Текленбург-Реда и пруски генерал-лейтенант.

## Произход и военна кариера
Той е четвъртият син на граф (от 1817 г. княз) Емил Фридрих Карл фон Бентхайм-Текленбург (1765 – 1837) и съпругата му Луиза Вилхелмина фон Сайн-Витгенщайн-Хоенщайн (1768 – 1828), дъщеря на граф Йохан Лудвиг фон Сайн-Витгенщайн-Хоенщайн (1740 – 1796) и Вилхелмина Хенриета фон Пюклер-Лимпург (1738 – 1772). Брат е на Мориц Казимир Георг Лудвиг Фридрих Карл (1795 – 1872), княз на Бентхайм-Текленбург (1837 – 1872), Максимилиан Карл Лудвиг (1797 – 1847) и Франц (1800 – 1885), княз на Бентхайм-Текленбург (1872 – 1885).
Адолф фон Бентхайм-Текленбург е от 1822 г. на служба в Кралство Хановер, където напуска през 1827 г. като капитан. В началото на 1833 г. той влиза като премиер-лейтенант в пруската войска и през 1842 г. става майор, а от 1847 г. е полковник-лейтенант. През 1852 г. получава големия кръст на саксонския орден на Белия сокол. През 1853 г. той е полковник, 1858 г. генерал-майор и 1861 г. генерал-лейтенант. Той е рицар на Йоанитския орден и получава през 1867 г. големия кръст на Данеброг орден на Дания.
Адолф умира на 70 години на 3 септември 1874 г. в Рудолщат. Син му Густав (1849 – 1909) наследява на 8 януари 1885 г. неженения си и бездетен чичо Франц фон Бентхайм-Текленбург.

## Фамилия
Адолф фон Бентхайм-Текленбург-Реда се жени на 7 март 1843 г. в Шлайц за принцеса Анна Каролина Луиза Аделхайд Ройс млада линия (* 16 декември 1822, Гера; † 1 април 1902, Рудолщат), дъщеря на княз Хайнрих LXVII (1789 – 1867) и принцеса Аделхайд Ройс-Еберсдорф (1800 – 1880). Те имат седем деца:
- Луиза Аделхайд Каролина Александрина Анна Мария Елизабет Филипина (* 7 февруари 1844, Реда; † 1 февруари 1922, замък Гутеборн), омъжена на 7 октомври 1862 г. в Реда за принц Георг фон Шьонбург-Валденбург (* 1 август 1828, Валденбург; † 29 октомври 1900, Хермсдорф); има деца
- Адолф Мориц Казимир Емил Алберт Ернст Хайнрих Вилхелм Густав (* 14 октомври 1845; † 18 август 1870, убит в битка при Гравлот)
- Емил Мориц Казимир Карл Франц Адолф Фридрих Вилхелм Хайнрих Александер Албрехт Леополд (* 8 декември 1846; † 17 октомври 1857)
- Елизабет Луиза Каролина Аделхайд Берта Шарлота Агнес Августа Терезя Амалия (* 28 март 1848; † 13 септември 1925), неомъжена
- Густав Мориц Казимир Лудвиг Адолф Август Ото Арнолд Георг Херман Гумбрехт (* 4 октомври 1849, Бозфелд; † 19 май 1909, Реда), 4. княз на Бентхайм-Текленбург, женен на 12 април 1888 г. в Реда за Текла Аделхайд Юлия Луиза фон Ротенберг (* 28 март 1862; † 26 януари 1941); има син Адолф (1889 – 1967), 5. княз на Бентхайм-Текленбург
- Карл Мориц Казимир Бернхард Франц Адолф Хайнрих Георг Емил Лудвиг Евгений Херман (* 12 август 1852, Бозфелд; † 29 януари 1939, дворец Хоенлимбург), принц на Бентхайм-Текленбург, женен на 29 октомври 1891 г. в Клипхаузен за Маргарета Каролина Елизабет Ройс-Кьостриц (* 1 октомври 1864; † 26 юни 1952); няма деца
- Мария Фридерика Луиза Хенриета Аделхайд Матилда Каролина Агнес Евгения Филипина Анна Терезия (* 31 март 1857, Клархолц; † 17 ноември 1939, Хайделберг), омъжена на 8 октомври 1878 г. в Еберсдорф за граф Франц Артур Лудвиг Адалберт фон Ербах-Ербах (* 1 януари 1849; † 7 юни 1908); има деца